# 아르놀트 조머펠트
아르놀트 요하네스 빌헬름 조머펠트(독일어: Arnold Johannes Wilhelm Sommerfeld, 독일어 발음: [ˈarnɔlt ˈzɔmɐˌfɛlt], 1868년 12월 5일~1951년 4월 26일)는 독일의 이론물리학자이다. 원자와 양자 물리를 주로 연구한 그는 교수로 재직하면서 훗날 노벨상을 수상하게 될 많은 학생들을 지도하였다. 또한 84차례에 걸쳐 노벨상 후보로 지명되기도 했으나, 끝내 수상하지 못했다. 그의 대표적인 업적은 보어의 양자조건을 수소라는 특정한 대상에만 한정하지 않고 일반물리계에도 적용할 수 있도록 확대하였다는 것과 미세구조상수를 발견했다는 것이다. 또한 조머펠트는 엑스선 파동 이론의 선구자이기도 하다.

## 생애
그는 1868년 동프로이센 쾨니히스베르크(현재의 러시아 칼리닌그라드)에서 태어났으며 그 곳에서 수학을 공부했다. 1891년에 쾨니히스베르크 대학교에서 박사 학위를 받았으며 1896년에 괴팅겐 대학교 조교수, 1897년에 클라우스탈 공업 대학 교수, 1900년에 아헨 공과대학교 공학 교수로 임명되었다. 그는 아헨 공과대학교 교수를 지내는 동안 유체동역학 연구에 큰 업적을 남기게 된다.

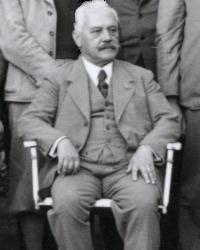
아르놀트 조머펠트 (1935년)

그는 1906년 뮌헨 대학교의 물리학 교수로 임명된 이후 수학적 기초를 바탕으로 한 알베르트 아인슈타인의 특수 상대성 이론 연구를 진행했으며 1916년에 미세구조상수를 발견했다. 그는 베르너 하이젠베르크와 볼프강 파울리 등을 제자로 두었다. 1951년 뮌헨에서 교통사고로 중상을 입어 사망하였다.

## 같이 보기
- 막스 플랑크
- 헤르만 민코프스키
- 아인슈타인
- 존 휠러